# Leuctra flavicornis
Leuctra flavicornis is een steenvlieg uit de familie naaldsteenvliegen (Leuctridae). De wetenschappelijke naam van de soort is voor het eerst geldig gepubliceerd in 1836 door Pictet.